# Neowithius
Genre
Neowithius est un genre de pseudoscorpions de la famille des Withiidae.

## Distribution
Les espèces de ce genre se rencontrent en Amérique du Sud et aux Antilles.

## Liste des espèces
Selon Pseudoscorpions of the World (version 3.0) :
- Neowithius chilensis (Beier, 1930)
- Neowithius cubanus (Banks, 1909)
- Neowithius dubius Beier, 1932
- Neowithius exilimanus (Balzan, 1887)
- Neowithius insignis (With, 1908)

## Publication originale
- Beier, 1932 : Zur Kenntnis der Cheliferidae (Pseudoscorpionidea). Zoologischer Anzeiger, vol. 100, p. 53-67.